# نظم الجيولوجيا
نظم الجيولوجيا تؤكد طبيعة الجيولوجيا كنظام - أي مجموعة من الأجزاء التفاعلية التي تعمل ككل. وينطوي نهج الأنظمة على دراسة الروابط أو السطوح البينية بين الأجسام المكونة والعمليات على جميع مستويات التفاصيل من أجل اكتساب فهم أشمل للأرض الصلبة. والهدف الطويل الأجل هو توفير الدعم الحسابي طوال دورات التحقيق ودمج المراقبة والتجربة مع النمذجة والنظرية كل يعزز الآخر. ويشير التعقيد العام إلى أن جيولوجيا النظم يجب أن تقوم على البنية التحتية السيبرانية الناشئة على نطاق أوسع، وينبغي أن تهدف إلى مواءمة المعلومات الجيولوجية مع علم نظام الأرض في سياق رؤية العلوم الإلكترونية لنظام عالمي شامل للمعرفة (انظر البيانات الموصولة والويب الدلالي).

## الخلفية
ويمكن اعتبار نظم الجيولوجيا جزءا لا يتجزأ من علم النظم الأرضية «، التي تشمل جميع مكونات نظام الأرض - الهواء والحياة والصخور والمياه - لاكتساب فهم جديد وأكثر شمولا للعالم كما نعرفه». وقد تم تحديد جزء كبير من الخلفية في علوم وجمعية الأرض الصلبة في عام 1993. ومنذ ذلك الحين، نتج تقدم كبير عن الاستثمارات الكبيرة في المعلومات الجغرافية من قبل المؤسسة الوطنية للعلوم الأمريكية (NSF) والمفوضية الأوروبية (EC) وكثير من ذلك نفذ على شبكات الحوسبة رفيعة المستوى. وتنعكس مفاهيم نظم الأرض في تدريس الجيولوجيا. ومع ذلك فإن للجيولوجيا جوانب فريدة تبرر النظر في جيولوجيا النظم كنظام فرعي متميز. وتشمل هذه العوامل توافر خرائط جغرافية تفصيلية على نطاق العالم وتصنيف طبقات، والفهم المتزايد بسرعة لتاريخ الأرض من حيث التشكيلات السابقة للأجسام والعمليات الجيولوجية.

## المبادرات ذات الصلة
بدأ مشروع نظام معلومات العلوم الجيولوجية التابع لجامعة كورنيل في عام 1995. ويهدف «بناء الأرض الرقمية» إلى تطوير نظام معلومات شامل للعلوم الجيولوجية، وهو ما يعتبرونه أحد أهم الخطوات التي يمكن أن يقوم بها علماء الجيولوجيا استجابة للتطورات التكنولوجية الجديدة. طموحهم هو وضع جميع المعلومات والمعرفة، جنبا إلى جنب مع الوصول، والنمذجة، وأدوات التصور، «تحت اصبع النصائح للمستخدم». ويردد هذا الهدف في كيلر وبارو (2011)  حيث تعتبر الأرض نظاما واحدا (الصفحات 3 و 12 و 15 و 37)، ويسجل التقدم في التحرك نحو رؤية المعلومات الجغرافية المحددة في عام 2007: تسهيل «المستقبل الذي يمكن للشخص أن يجلس في محطة ويكون من السهل الوصول إلى مخازن واسعة من البيانات من أي نوع تقريبا، مع سهولة القدرة على تصور وتحليل ونموذج تلك البيانات.» (ص 15). ولأن معالجة النظم الأرضية والجيولوجيا لها تداعيات في ميادين أخرى، فهناك حاجة إلى أن تتقاسم بنية سيبرانية أوسع نطاقا (p3 الفصول 3 و 4).

## سياق أوسع
ويجري تطوير نهج النظم بنشاط في العديد من المجالات الأخرى مثل البيولوجيا  والطب (فيزيوم) التي تفتح آفاق المفاهيم والهياكل والتنفيذات المشتركة على نطاق واسع وتناقش يانغ وآخرون 2010 في تطبيقات البنية التحتية الجغرافية المكانية التي تبدو ذات صلة خاصة بتوصيل المعلومات من الجيولوجيين إلى المستخدمين النهائيين.

## الأستنتاجات
وقد يكون نهج النظم ذا أهمية خاصة للمسح الجيولوجي الذي عادة ما يكون ذات صلة بمؤسسات حكومية أو وطنية أو اتحادية تحافظ على المعرفة في علوم الأرض وتقدمها. وقد ركزت تقليديا على الإنتاج المنهجي للخرائط الجيولوجية والتقارير والمحفوظات للسجلات والعينات. وعلى المدى الطويل، يمكن للمعلومات الجغرافية أن تدعم التكامل على مستوى نظم أنشطة المسح الجيولوجي في جميع أنحاء العالم، وكلها تسهم في استخدام نموذج مشترك قائم على السحابة واستخدامه واختباره وتوسيع نطاقه. ويقترح موقع المسح الجيولوجي البريطاني مؤقتا بعض التطورات المحتملة في جيولوجيا النظم والعواقب على رسم الخرائط الجيولوجية في المستقبل. وهو يوفر سيناريو لعلم الجيولوجيا الأنظمة  الذي يجمع بين المواد ذات الصلة من مصادر كثيرة لاقتراح كيف يمكن لنهج شامل لجيولوجيا النظم تتطور. والسيناريو ليس بيان نوايا أو اقتراحا للتنفيذ، ولكنه وسيلة لوضع بيان خطي مفصل عن بعض الاحتمالات التي يمكن النظر فيها ومناقشتها وانتقدها وتحسينها. وستسهم أفكار جيولوجيا النظم في الإطار المستقبلي لدراسة الجيولوجيا في سياقها الأوسع ولكن استكشاف إمكاناتها الكاملة لا يزال في مرحلة مبكرة.